# 18365 Shimomoto
18365 Shimomoto (1990 WN5) là một tiểu hành tinh vành đai chính được phát hiện ngày 17 tháng 11 năm 1990 bởi T. Seki ở Geisei.